# 마쿠아우이틀

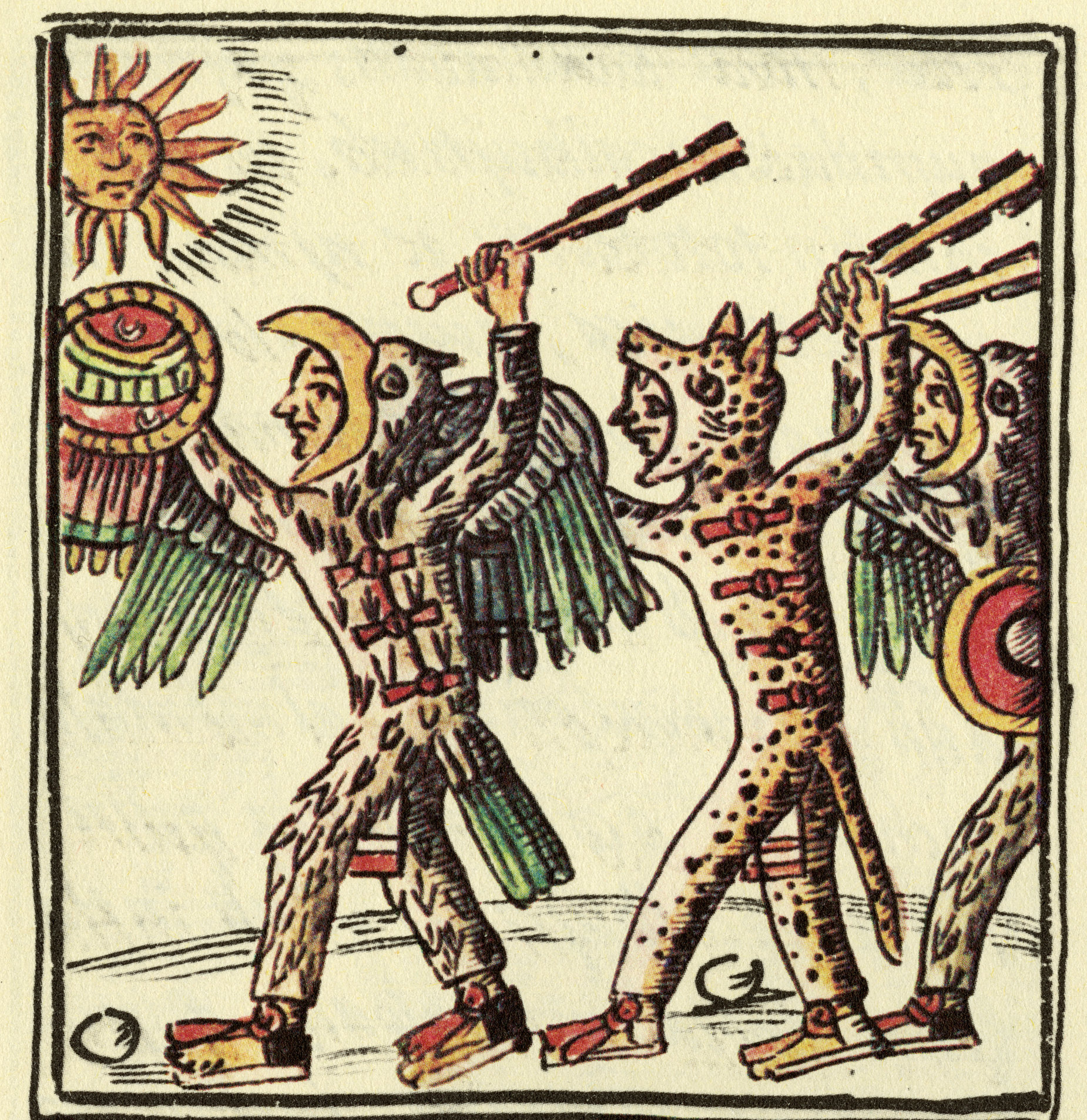

마쿠아우이틀(나와틀어: macuahuitl [maːˈkʷawit͡ɬ])은 나무 곤봉의 양 옆에 흑요석 조각을 박아서 만든 아즈텍의 검이다.

## 같이 보기
- 크리켓 방망이